# Dolichopeza kulingensis
Dolichopeza kulingensis är en tvåvingeart som beskrevs av Alexander 1937. Dolichopeza kulingensis ingår i släktet Dolichopeza och familjen storharkrankar. Inga underarter finns listade i Catalogue of Life.